# Гватемала (департамент)
Гватемала (на испански: Guatemala) е един от двадесет и двата департамента на държавата Гватемала. Столицата на департамента е едноименната Гватемала, който също е и столицата на държавата. Департаментът е с обща площ от 2126 км² и население от 3 400 300 жители (по изчисления от юни 2016 г.).

## Общини
Някои общини на департамент Гватемала:
- Аматитлан
- Гватемала
- Петапа
- Сан Хосе дел Голфо